# Nikola Bašić
Nikola Bašić (nascido em 1946) é um arquiteto croata internacionalmente conhecido pela concepção do Órgão do Mar em Zadar. Ele nasceu na ilha de Murter e frequentou o ginásio em Zadar. Em Sarajevo, ele se formou na Faculdade de Arquitetura e Urbanismo.
Bašić seguiu o Órgão do Mar com outra obra no calçadão, a poucos metros de distância, chamada Monumento ao Sol (Pozdrav suncu). A obra circular é alimentada pelo sol e se ilumina com padrões e cores aleatórios. Em 2010, Bašić criou um memorial aos bombeiros mortos em 2007 lutando contra um incêndio florestal. A obra – o Campo das Cruzes – é um conjunto de paredes em forma de cruzes na ilha de Kornat.